# FOXE3
FOXE3‏ (Forkhead box E3) هوَ بروتين يُشَفر بواسطة جين FOXE3 في الإنسان.